# جدول زمني لتطور النبات

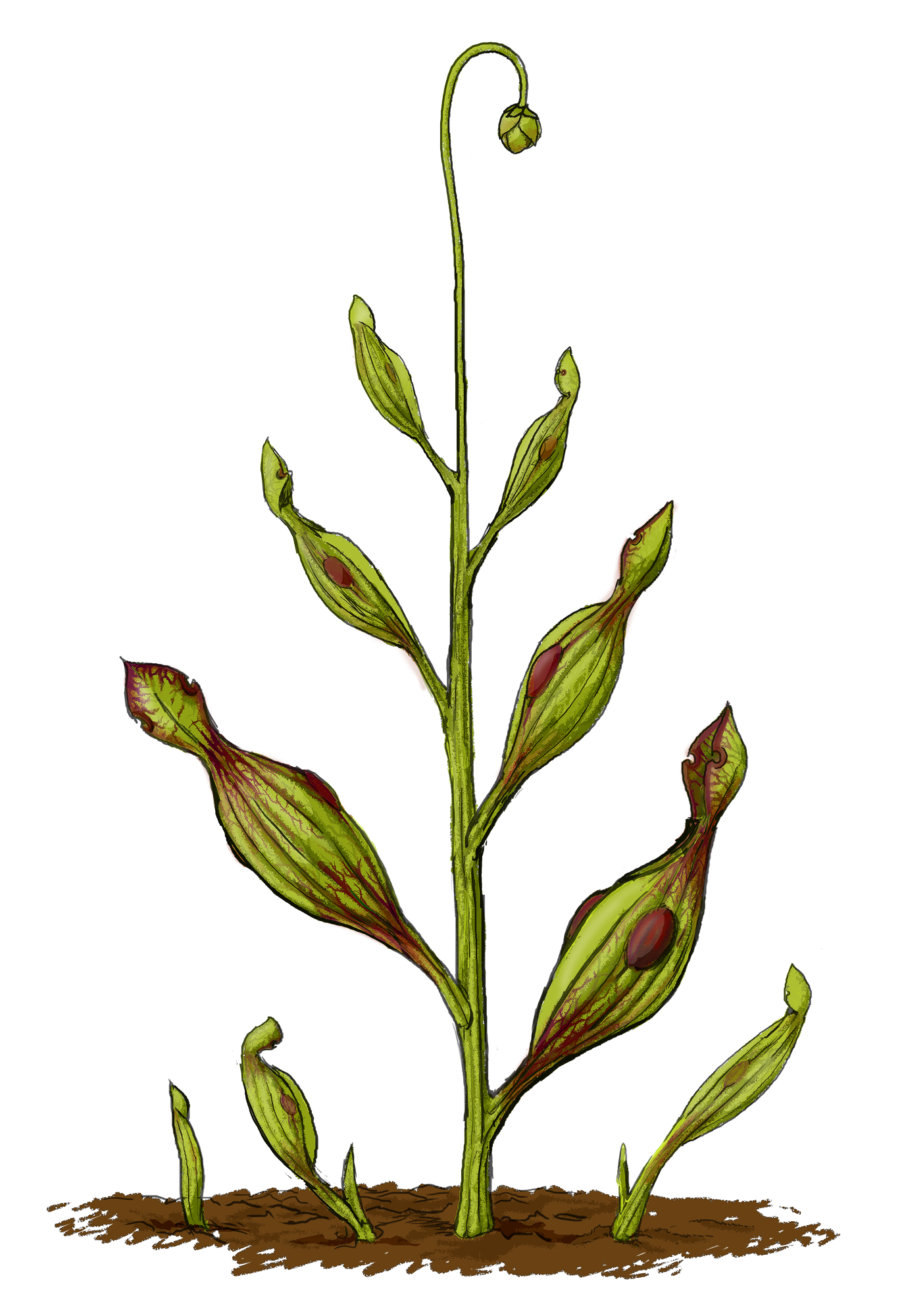
تحرير

تحاول هذه المقالة وضع أحداث النباتات الرئيسية في سياق جيولوجي، وتهتم فقط بالتكيفات والأحداث الجديدة ذات الأهمية البيئية الكبرى، لا ذات الفائدة الأنثروبولوجية فحسب. يعرض الجدول الزمني تمثيلًا بيانيًا للتغيرات؛ يحاول النص شرح طبيعة الأدلة وقوتها.
يمثّل تطور النبات جانبًا من جوانب دراسة التطور البيولوجي، ويشمل في الغالب تطور النباتات القابلة للعيش على الأرض، وتخضير مختلف المساحات الارضية عبر ملء المواقع البيئية بالنباتات الارضية، وتنويع مجموعات النباتات البرية.

## النباتات المبكرة
يشير مصطلح النبات إلى تلك النباتات الارضية التي تشكل الفرع الحيوي من النباتات الجنينية، التي تضم الطحلبيات والنباتات الوعائية. ومع ذلك، فتفرع النباتات الخضراء يشمل بعض المجموعات الأخرى من حقيقيات النوى القادرة على التمثيل الضوئي، بما في ذلك الطحالب الخضراء. ومن المعتقد أن النباتات الأرضية قد تطورت من مجموعة من النباتات الكاريانية، وعلى الأرجح طحالب أرضية أحادية الخلية بسيطة شبيهة بالعقديات الكلبسية.
تطورت البلاستيدات الخضراء في النباتات من وجود علاقة النشوء التعايشيٍ بين البكتيريا الزرقاء بدائية النوى القادرة على التمثيل الضوئي وبين وحقيقيات النوى الغير القادرة على التمثيل الضوئي، مما أنتج سلالة من كائنات حية حقيقية النوى قادرة على التمثيل الضوئي في بيئات المياه العذبة والبحرية. تطورت هذه الكائنات ذاتي التغذية والتمثيل الضوئي وأحادية الخلية في وقت مبكر إلى كائنات حية متعددة الخلايا كالنباتات الكريانية، وهي مجموعة من الطحالب الخضراء تعيش في المياه العذبة.
تبدأ الأدلة الأحفورية للنباتات قبل حوالي 3 مليارات سنة مع أدلة غير مباشرة على عملية التمثيل الضوئي المنتجة للأكسجين في السجل الجيولوجي بشكل نسب نظائرية وكيميائية في الصخور وأدلة أحفورية على مستعمرات البكتيريا الزرقاء، وكائنات بدائية النواة ذات التركيب الضوئي. تستخدم البكتيريا الزرقاء المياه كعامل اختزال، وتنتج الأكسجين في الجو كنتاج ثانوي، وبالتالي تغيّر جو الاختزال المبكر للأرض إلى جو تطورت فيه الكائنات الحيوائية الحديثة. أكسد الأكسجين الذي تحرره البكتيريا الزرقاء الحديد الذائب في المحيطات، فترسب الحديد من مياه البحر وسقط إلى قاع المحيط ليشكل طبقات رسوبية من الحديد المؤكسد تسمى تكوينات الحديد الحزامية. هذه التكوينات هي جزء من السجل الجيولوجي للأدلة على التاريخ التطوري للنباتات عبر تحديد موعد نشوء عملية التمثيل الضوئي. يوفر ذلك أيضًا قيودًا زمنية عميقة على الموعد الذي يمكن أن تتوفر فيه كمية كافية من الأكسجين في الغلاف الجوي لإنتاج طبقة الأوزون الستراتوسفيرية التي تحجب الأشعة فوق البنفسجية. ارتفع تركيز الأكسجين في الغلاف الجوي القديم فأصبح بمثابة السم للكائنات اللاهوائية، فأدى إلى جو مؤكسد للغاية، وفتح المجال لسيطرة الكائنات الحيوائية على الأرض.
تأتي الأدلة الأحفورية عن البكتيريا الزرقاء أيضًا من وجود صخور الستروماتوليت في السجل الأحفوري لعصر ما قبل الكمبري. الستروماتوليت عبارة عن تراكيب ذات طبقات تتكون من حجز وتثبيت وتدعيم الحبيبات الرسوبية بواسطة غشاء حيوي رقيق ميكروبي، كالتي تنتجها البكتيريا الزرقاء. الدليل المباشر للبكتيريا الزرقاء أضعف من الدليل على وجودها كمنتج أساسي للأكسجين الجوي. يمكن العثور على الستروماتوليت الحديثة التي تحتوي على البكتيريا الزرقاء في الساحل الغربي لأستراليا وغيرها من المناطق في الأهوار المالحة والمياه العذبة.

## نباتات الحقبة الاولية

### نباتات الكامبري
كانت النباتات المبكرة إما صغيرة أو أحادية الخلية أو خيطية وتشعبها كان بسيطًا. يعتبر تحديد أحافير النباتات في الطبقات الكمبرية مجالًا غير مضمون في التاريخ التطوري للنباتات، نظرًا لطبيعة هذه النباتات الصغيرة والرخوة. كما أنه من الصعب التمييز في حفرية من هذا العصر بين مجموعات متشابهة ذات أنماط متفرعة بسيطة وليست جميعها نباتات. هناك استثناء واحد غير مؤكد بشأن أحافير هذا العصر وهي المتفرعيات الوبرية لتي تعتبر مجموعة طحالب خضراء جيرية، موجودة في السجل الأحفوري منذ منتصف الكمبري. ولا تنتمي هذه الطحالب إلى السلالة التي تعود إلى النباتات الأرضية. وقد نشأت مجموعات رئيسية أخرى من الطحالب الخضراء بحلول هذا الوقت، ولكن لم تكن هناك نباتات أرضية ذات أنسجة وعائية حتى منتصف السيلوري.

### نباتات الأوردوفيشي
تتغير أدلة تطور النبات بشكل كبير في العصر الأوردوفيشي مع أول ظهور كبير لأبواغ ألنباتات الجنينية في السجل الأحفوري. عاشت أقدم النباتات الأرضية خلال الأوردوفيشي الأوسط منذ حوالي 470 مليون سنة، استنادًا إلى حفرياتها التي وجدت في شكل كائنات دّقيقة أحاديةّ خليّة وأبواغ، مع بوليمرات مقاومة في جدرانها الخارجية، في كل من تركيا والمملكة العربية السعودية والأرجنتين. ظهرت الأبواغ الثلاثية المنفردة التي تشابه النباتات اللا زهرية الحديثة والنباتات الوعائية لأول مرة في السجل الأحفوري من الأوردوفيشي المتأخر. ربما كانت هذه النباتات تشبه النباتات الكبدية، ولم يكن لديها أي أنسجة موصلة. وكانت قادرة على التكاثر بالأبواغ، وهي وحدات تشتت مهمة لها طبقات خارجية واقية صلبة لا تسمح فقط بالحفاظ عليها في السجل الأحفوري، بل تحميها أيضًا من الأشعة فوق البنفسجية والبيئة المجففة وهجوم الكائنات الحية الدقيقة المحتمل.

### نباتات السيلوري
ظهرت أولى السجلات الأحفورية للنباتات الوعائية، النباتات الأرضية ذات الأنسجة الوعائية، في العصر السيلوري. وصُنّفت أقرب ممثلات معروفة لهذه المجموعة (معظمها من نصف الكرة الشمالي) في جنس الكوكسونيا. كانت لتلك النباتات أنماط متفرعة بسيطة جدًا، تنتهي بأكياس بوغية مسطحة. بحلول نهاية العصر السيلوري، تنوعت النباتات الوعائية الأكثر تعقيدًا مثل حزاميات الأوراق، وانتشرت النباتات الذئبية البدائية، مثل الباراجواناثية (التي تم اكتشافها في الأصل في رواسب العصر السيلوري في ولاية فيكتوريا، أستراليا).

### نباتات الديفوني
في العصر الديفوني، كانت النباتات قد أستعمرت الأرض، وفي وقت مبكر من العصر انضمت النباتات الرئيسية للحصائر البكتيرية والطحلبية نشأت بسببها التربة الأولى التي أوت إليها بعض المفصليات كالسوس والعقارب وكثيرات الأرجل. لم يكن لنباتات الديفوني المبكر جذور أو أوراق شبيهة بالنباتات المنشرة هذا اليوم، ولم يكن لدى الكثير منها أنسجة وعائية على الإطلاق. ربما اعتمدت على تعايش الفطريات الجذرية الشجيرية مع الفطريات لتزويدها بالمياه والمغذيات المعدنية كالفوسفور. وربما انتشرت من خلال مزيج من التكاثر الخضري وتكوين مستعمرات استنساخية وتكاثر جنسي عن طريق الأبواغ ولم تنمو أكثر من بضعة سنتيمترات في الارتفاع.
بحلول أواخر العصر الديفوني، كانت هناك غابات من النباتات البدائية الكبيرة: تطور كل من النباتات الذئبية، والكنباثانيات، والسراخس، وعاريات البذور البدائية. معظم هذه النباتات لها جذور وأوراق حقيقية، والعديد منها طويلة. كانت شبيهات الأشجار مثل السرخس العتيق، والتي تعود أصولها إلى عاريات البذور، وخشبيات الفروع العملاقة، تحتوي على خشب حقيقي. وتعد هذه من أقدم الأشجار المعروفة في الغابات الأولى في العالم. ويعتبر الطقسوس البدائي ثمرة بوغية لفطر ضخم يبلغ ارتفاعه أكثر من 8 أمتار. وبنهاية الديفوني، ظهرت أول النباتات البذرية. ويسمى هذا الظهور السريع للعديد من مجموعات النباتات وأشكال النمو بـ "الانفجار الديفوني". وقد تطورت المفصليات البدائية بالمشاركة مع بنية الغطاء النباتي الأرضي المتنوعة هذه. وقد نشأ الترابط المتطور بين الحشرات والنباتات البذرية الذي يميز عالمنا الحديث في أواخر الديفوني. وربما أدى تطور التربة وأنظمة جذور النباتات إلى تغييرات في سرعة ونمط تعرية وترسب الرواسب.
كان "اخضرار" القارات بمثابة مصرف لثاني أكسيد الكربون، وربما قد انخفضت تركيزات هذا الغاز المسبب للانحباس الحراري في الغلاف الجوي. وربما أدى هذا إلى تبريد المناخ وبالتالي أدى إلى انقراض هائل. انظر انقراض الديفوني المتأخر.
وفي العصر الديفوني أيضًا، استقرت الفقاريات والمفصليات على الأرض.

### نباتات الفحمي
كانت النباتات الأرضية في الفحمي المبكر مشابهة جدًا لنباتات أواخر الديفوني، ولكن ظهرت مجموعات جديدة في هذا الوقت.
من النباتات الرئيسية للكربوني المبكر:
- الكنباثيات (Equisetales).
- وتديات الأوراق (Sphenophyllales).
- الرجل الذئبية (Lycopodiales).
- الهيشوميات(Lepidodendrales).
- السراخس (Filicales).
- الميدولوزات (Medullosales) (كانت مدرجة ضمن "السرخسيات البذرية"، هي مجموعة اصطناعية من عدد من مجموعات عاريات البذور المبكرة).
- الكوردايتيات (Cordaitales).

استمرت هذه النباتات في الهيمنة طوال الفترة، ولكن خلال الفحمي المتأخر، ظهرت العديد من المجموعات الأخرى مثل:
- السيكاديات (Cycadophyta).
- الكاليستوفيتلات (Callistophytales) (مجموعة أخرى من "السرخسيات البذرية").
- الفولتزيلاس (Voltziales) (ذات صلة بالمخروطيات وتندرج أحيانًا تحتها).

كانت النباتات الذئبية للعصر الفحمي، والتي كانت قريبة (ولكن ليست أسلافًا) من رِجْل الذئب التي نعرفها اليوم، أشجارًا ضخمة يبلغ ارتفاع جذوعها إلى 30 مترًا ويصل قطرها إلى 1.5 متر. وشملت هذه:
- النباتات الحرشفية (Lepidodendron).
- الهالونيا (Halonia).
- الهيشومية (Lepidophloios).
- الختمى (Sigillaria).

تُعرف جذور العديد من هذه الأشكال باسم الستيغماريا (Stigmaria).
يوجد شبه لسعف بعض سراخس العصر الفحمي مع سعف الأنواع الموجودة حاليا. من المحتمل أن الكثير من الأنواع قد كانت نباتات هوائية. من السراخس الأحفورية الديشار المشطي والسراخس الشجرية مثل الميغافيتون والديشار الساقي. وتشمل السرخسيات البذرية الديشار الدائري والديشار الوتري والديشار الحقيقي والديشار الوتدي.
تشمل فصيلة الكنباثيات الشكل العملاق الشائع من جنس الكالاميت، الذي يبلغ قطر جذعه من 30 إلى 60 سم وارتفاعه يصل إلى 20 مترًا. كانت نبات وتدية الأوراق نباتات متسلقة نحيلة ذات أوراق مجدولة، وربما تكون ذات ارتباط مع الكالاميت وذيل الحصان الحديث.
كانت نباتات الكوردايت، وهي نباتات طويلة (يتراوح طوله بين 6 إلى أكثر من 30 مترًا) أوراقها تشبه الحزام، مرتبطة بالسيكاديات والمخروطيات؛ وتسمى النورة الزهرية الشبيهة بعسيل الصفصاف، والتي تحمل ثمارًا تشبه الطقسوس، اسم الكارديوكاربوس. يُعتقد أن هذه النباتات تعيش في المستنقعات والمنغروف. ظهرت أشجار المخروطيات الحقيقية (الوالشيا، من رتبة الفولتزيلاس) في وقت لاحق في العصر الفحمي، وكانت تفضل الأراضي الجافة المرتفعة.

### نباتات البرمي
بدأ العصر البرمي في الوقت الذي كانت فيه نباتات العصر الفحمي ما تزال مزدهرة. في منتصف العصر البرمي كان هناك تحول كبير في الغطاء النباتي. استُبدلت الأشجار الذئبية المحبة للمستنقعات من العصر الفحمي مثل النباتات الحرشفية والختمى بصنوبريات أكثر تطوراً وقدرة على التكيّف مع الظروف المناخية المتغيرة. استمرت النباتات الذئبية وغابات المستنقعات بالهيمنة على قارة جنوب الصين لأنها كانت قارة معزولة قابعة بالقرب من خط الاستواء. شهد العصر البرمي بزوغ العديد من مجموعات الصنوبريات المهمة، بما في ذلك أسلاف العديد من الفصائل الحالية. وقد ظهرت الجنكة والسيكيدات خلال هذه الفترة. انتشرت الغابات الكثيفة في العديد من المناطق بمزيج متنوع من مجموعات النباتات. ازدهرت السرخسيات الضخمة خلال هذا الوقت؛ ربما كان بعضها جزءًا من سلالة النبات المزهرة، على الرغم من أن الزهور لم تتطور إلا في وقت لاحق.

## نباتات الحياة الوسطى

### نباتات الثلاثي
على اليابسة، شملت النباتات في هذا العصر النباتات الذئبية والسيكاديات السائدة والجنكيات (التي تمثلها في العصر الحديث نباتات الجنكة بيلوبا) والسرخسيات اللسانية، أصبحت النباتات البذرية تهيمن على النباتات الأرضية: سيطرت المخروطيات في نصف الكرة الأرضية الشمالي، بينما سيطرت السرخسيات البذرية في النصف الجنوبي منها في بداية العصر الثلاثي.

### نباتات الجوراسي
في العصر الجوراسي خفت الظروف القارية القاحلة اذي تميز بها العصر الثلاثي، خاصة على خطوط العرض العليا؛ وقد ساعد المناخ الدافئ الرطب للغابات المورقة بأن تغطي جزء كبير من الأراضي. سيطرت المخروطيات على الغطاء النباتي تمامًا كما حدث خلال العصر الثلاثي، وكانت المجموعة الأكثر تنوعًا وتشكل لغالبية الأشجار الكبيرة.
ومن فصائل المخروطيات الباقية التي ازدهرت خلال العصر الجوراسي:
- الأروكارية (Araucariaceae).
- الطقسوس البرقوقي (Cephalotaxaceae).
- الصنوبرية (Pinaceae).
- المعلاقية (Podocarpaceae).
- الطقسوسية (Taxaceae).
- الطقسودية (Taxodiaceae).

سيطرت فصيلة الكيرولبيديات (Cheirolepidiaceae) الصنوبرية المنقرضة في حقبة الحياة الوسطى على نباتات خطوط العرض المنخفضة، كما كانت فصيلة البينيتيات الشجرية. وشاعت السيكادات، وأشجار الجنكة والسراخس الشجرية في الغابة. وربما كانت السراخس الأصغر هي الغطاء النباتي السائد تحت الأشجار الأكبر. تعد السراخس البذرية الكيتونية مجموعة أخرى من النباتات المهمة خلال هذا الوقت ويُعتقد أنها كانت بحجم شجيرة أو شجرة صغيرة. كانت النباتات الشبيهة بالجنكة شائعة بشكل خاص في خطوط العرض الوسطى حتى العليا الشمالية. في نصف الكرة الجنوبي، كانت نباتات المعلاقية متفوقة بشكل خاص، بينما الجنكة والتشيكانوفسكية كانت نادرة.

### نباتات الطباشيري
انتشرت النباتات المزهرة المعروفة بكاسيات البذور خلال هذا العصر، إلا أنها لم تصبح سائدة حتى قرب نهاية العصر (مرحلة الكامباني). وقد ساعد ظهور النحل في تطورها؛ والواقع أن كاسيات البذور والحشرات تشكل مثالاً جيداً على التطور المشترك. وفي العصر الطباشيري ظهر أول ما يمثل العديد من الأشجار الحديثة، مثل التين والدلب والمغنولية. وفي الوقت نفسه، استمرت بعض عاريات البذور من حقبة الحياة الوسطى، مثل المخروطيات في الازدهار، على الرغم من انقراض أنواع أخرى مثل البينيتيات قبل نهاية العصر.

## نباتات الحياة الحديثة
بدأت حقبة الحياة الحديثة مع انقراض العصر الطباشيري الباليوجيني مع حدوث اضطراب هائل في مجتمعات النباتات. أصبح هذا العصر عصر السافانا، أو عصر النباتات المزهرة والحشرات التي يعتمد بعضها على البعض. قبل 35 مليون عام، تطورت الأعشاب من بين كاسيات البذور. منذ حوالي عشرة آلاف عام، اكتشف البشر الزراعة في الهلال الخصيب في الشرق الأوسط. وبدأ تدجين النباتات بزراعة محاصيل بداية العصر الحجري الحديث. وقد ساعدت هذه العملية من إنتاج الغذاء، إضافة إلى تدجين الحيوانات، بزيادة هائلة في عدد البشر واستمرت هذه الزيادة حتى وقتنا الحاضر. نشات في أريحا (فلسطين) مستوطنة تضم حوالي 19,000 شخص. كانت الصحراء الكبرى تكتسي باللون الأخضر ووجود الأنهار والبحيرات والماشية والتماسيح والرياح الموسمية.
قبل 8 آلاف عام، ظهر القمح الشائع (الخبز) في جنوب غرب آسيا بسبب تهجين قمح ثنائي الحبة مع عشبة الماعز (دوسر طوشي).
قبل 6,500 عام، دجّن نوعان من الأرز: الأرز الآسيوي (Oryza sativa)، والأرز الإفريقي (Oryza glaberrima).